# Шиштеря
Шиштеря (рум. Șișterea) — село у повіті Біхор в Румунії. Входить до складу комуни Четаріу.
Село розташоване на відстані 434 км на північний захід від Бухареста, 15 км на північний схід від Ораді, 123 км на захід від Клуж-Напоки.

## Населення
За даними перепису населення 2002 року у селі проживали 663 особи.
Національний склад населення села:
| Національність | Кількість осіб | Відсоток |
| -------------- | -------------- | -------- |
| угорці         | 596            | 89,9%    |
| румуни         | 43             | 6,5%     |
| цигани         | 20             | 3,0%     |

Рідною мовою назвали:
| Мова      | Кількість осіб | Відсоток |
| --------- | -------------- | -------- |
| угорська  | 603            | 91,0%    |
| румунська | 44             | 6,6%     |
| циганська | 14             | 2,1%     |